# Wandlitz
Wandlitz là một đô thị ở the huyện Barnim, trong Brandenburg, Đức. Đô thị này có diện tích km², dân số thời điểm ngày 31 tháng 12 năm 2006 là người. Đô thị này có cự ly 25 km về phía bắc của Berlin, và 15 km về phía đông của Oranienburg. Đô thị Wandlitz được lập năm 2004 thông qua việc hợp nhất các làng Basdorf, Klosterfelde, Lanke, Prenden, Schönerlinde, Schönwalde, Stolzenhagen, Wandlitz và Zerpenschleuse.

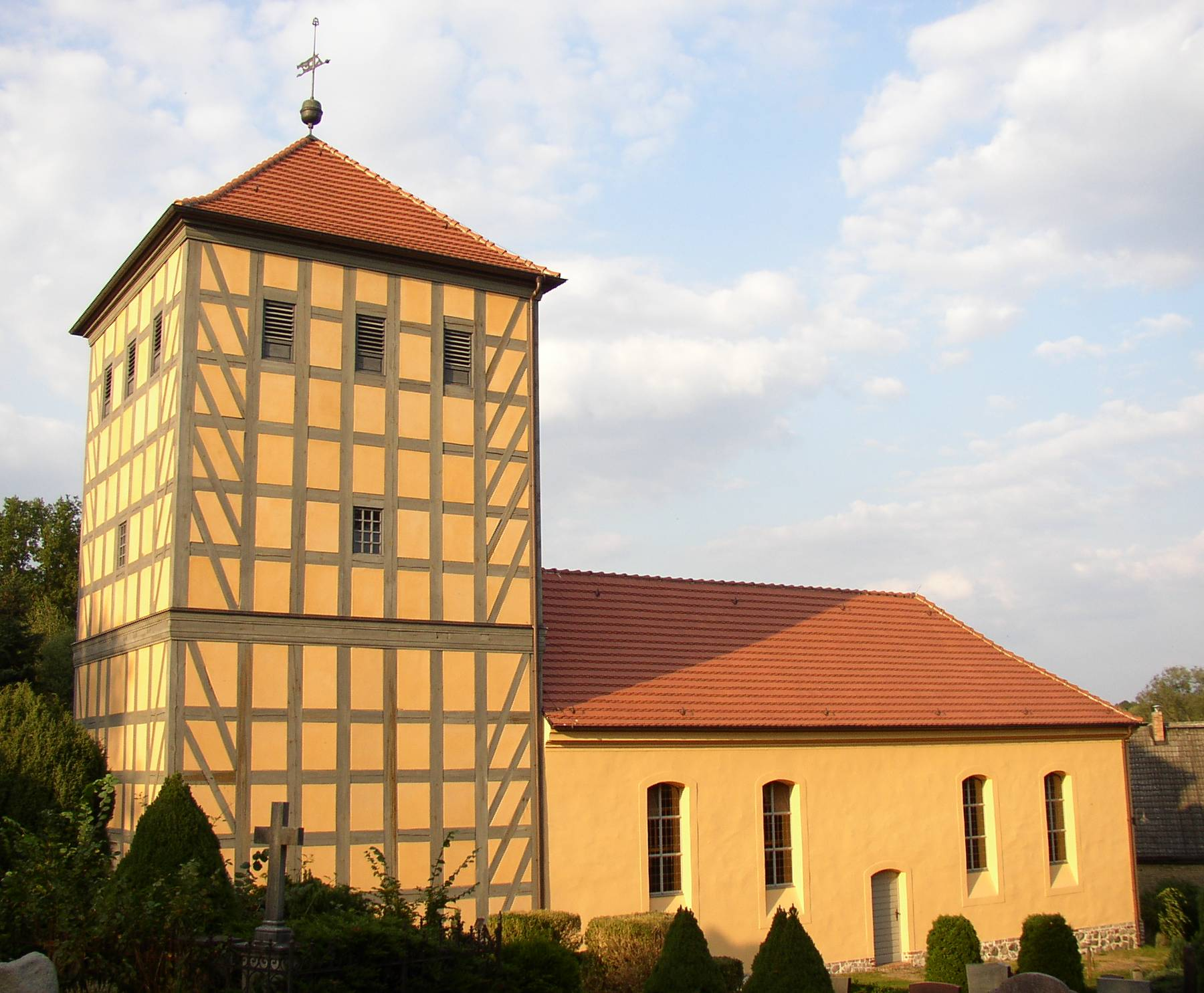
Prenden
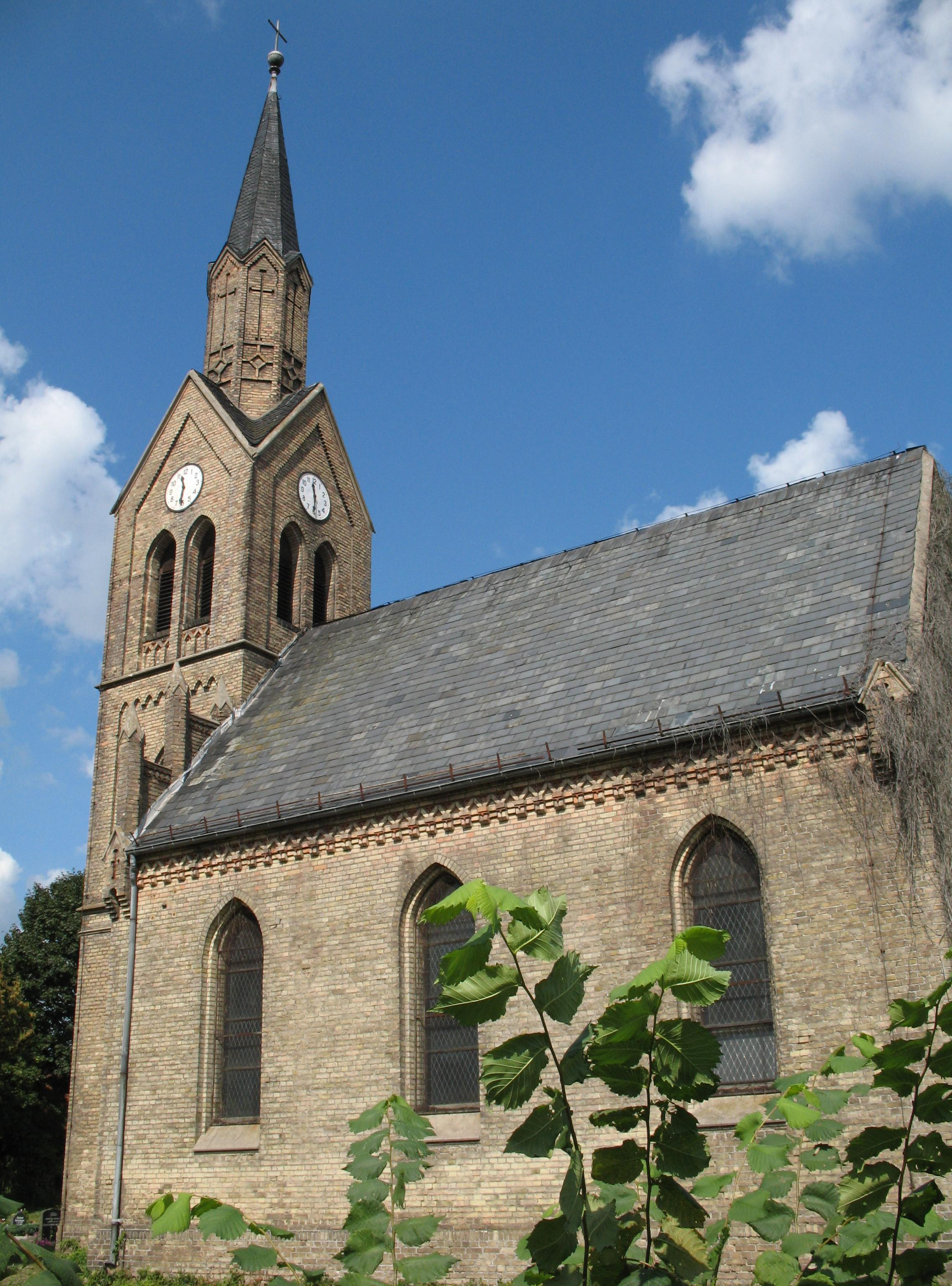
Lanke

## Thành phố kết nghĩa
- La Ferrière, Vendée, Pháp
- Trzebiatów, Ba Lan